# Морз-Блафф (Небраска)
Морз-Блафф (англ. Morse Bluff) — селище (англ. village) в США, в окрузі Сондрес штату Небраска. Населення — 117 осіб (2020).

## Географія
Морз-Блафф розташований за координатами 41°25′51″ пн. ш. 96°45′59″ зх. д. / 41.43083° пн. ш. 96.76639° зх. д. (41.430946, -96.766514).  За даними Бюро перепису населення США в 2010 році селище мало площу 0,46 км², уся площа — суходіл.

## Демографія
Згідно з переписом 2010 року, у селищі мешкало 135 осіб у 58 домогосподарствах у складі 39 родин. Густота населення становила 294 особи/км².  Було 60 помешкань (131/км²).
Расовий склад населення:
| - 99,3 % — білих - 0,7 % — азіатів |

До двох чи більше рас належало 0,0 %. Частка іспаномовних становила 2,2 % від усіх жителів.
За віковим діапазоном населення розподілялося таким чином: 25,9 % — особи молодші 18 років, 60,0 % — особи у віці 18—64 років, 14,1 % — особи у віці 65 років та старші. Медіана віку мешканця становила 39,3 року. На 100 осіб жіночої статі у селищі припадало 90,1 чоловіків;  на 100 жінок у віці від 18 років та старших — 100,0 чоловіків також старших 18 років.
Медіана доходів становила 37 500 доларів для чоловіків та 35 536 доларів для жінок. За межею бідності перебувало 13,2 % осіб, у тому числі 16,2 % дітей у віці до 18 років та 0,0 % осіб у віці 65 років та старших.
Цивільне працевлаштоване населення становило 75 осіб. Основні галузі зайнятості: виробництво — 21,3 %, сільське господарство, лісництво, риболовля — 16,0 %, мистецтво, розваги та відпочинок — 12,0 %, освіта, охорона здоров'я та соціальна допомога — 10,7 %.